# Cas Vermell
Durant la Segona Guerra Mundial, Cas Vermell (Fall Rot, en alemany) era la segona fase de la conquesta de França, iniciada el 5 de juny de 1940. Va ser possible gràcies a l'èxit de l'Operació Fall Gelb a la batalla de França. Abans de la invasió, no s'havia decidit quin territori de França s'envairia (això depenia del resultat de Fall Gelb). Cas Vermell consistia en dues suboperacions: primer, un atac preliminar portat a terme a la riba occidental del riu Somme, direcció al Sena; l'ofensiva principal s'iniciaria el 9 de juny al centre al riu Aisne. Trencà el front francès i permeté als blindats alemanys separar els exèrcits francesos a la Línia Maginot el 17 de juny. Aquell mateix dia França demanà un armistici, i capitulà oficialment el 25 de juny.